# Bartosz Kowalski (kompozytor)
Bartosz Kowalski-Banasewicz (ur. 7 marca 1977 w Warszawie) – polski kompozytor, aranżer, instrumentalista i pedagog.

## Życiorys
Absolwent Akademii Muzycznej Fryderyka Chopina w klasie kompozycji prof. Mariana Borkowskiego oraz Podyplomowych Studiów Muzyki Filmowej, Komputerowej i Audiowizualnej w Akademii Muzycznej w Łodzi pod kierunkiem m.in. Krzysztofa Knittla, Krzesimira Dębskiego, Zygmunta Koniecznego  i Macieja Zielińskiego. Obecnie pracuje jako adiunkt Uniwersytetu Muzycznego Fryderyka Chopina w Warszawie, gdzie jako pedagog występuje pod pełnym nazwiskiem ad. dr Bartosz Kowalski-Banasewicz, zaś jako kompozytor - Bartosz Kowalski).

## Nagrody i stypendia
Jest laureatem dziewiętnastu konkursów kompozytorskich: (m.in. Międzynarodowego Konkursu Kompozytorskiego im. Kazimierza Serockiego (nagroda za "Symfonię Okręgów", która była również prezentowana na Światowych Dniach Muzyki w Zagrzebiu), Konkursu Kompozytorskiego im. Grzegorza Fitelberga, Konkursu Młodych Kompozytorów im.Tadeusza Bairda (trzykrotnie), konkursu kompozytorskiego „Musica Sacra” (sześciokrotnie, w tym dwie edycje międzynarodowe), konkursu kompozytorskiego im Karola Szymanowskiego, konkursu im. A. Krzanowskiego, Konkursu im. W. Landowskiej i wielu innych. Jest dwukrotnym stypendystą Ministra Kultury i Sztuki  (1997, 2006). Otrzymał także Stypendium Funduszu Popierania Twórczości Stowarzyszenia Autorów ZAiKS (2005). W ramach stypendiów brał udział w warsztatach zagranicznych, m.in.: Międzynarodowych Warsztatach w Musikhochschule Stuttgart oraz na Międzynarodowym Seminarium Przedstawicieli Katedr Kompozycji Wyższych Uczelni Muzycznych Krajów Europy Centralnej w Pradze. W 2012 roku został mianowany kompozytorem-rezydentem Filharmonii Świetokrzyskiej.

## Kompozycje i ważniejsze wykonania
Bartosz Kowalski jest autorem ponad stu kompozycji. Jego muzyka prezentowana była m.in.: podczas Międzynarodowych Dni Muzyki Współczesnej ISCM Music Biennale Zagreb, na koncertach „Generacje” organizowanym przez ZKP oraz ZAiKS, na festiwalach: Warszawskie Spotkania Muzyczne, Musica Polonica Nova, Audioart, Laboratorium, Musica Moderna, Gaude Mater oraz podczas licznych koncertów uczelni. Wykonywały ją takie zespoły jak: Orkiestra Symfoniczna Polskiego Radia w Warszawie, Orkiestra Radia i Telewizji w Zagrzebiu, Orkiestra Symfoniczna Filharmonii Świętokrzyskiej, Śląskiej, Częstochowskiej, Kaliskiej, Orkiestra Symfoniczna Uniwersytetu Muzycznego w Warszawie, Lwowska Orkiestra Kameralna „Leopolis”, Wrocławska Orkiestra Kameralna „Leopoldinum, Unplugged-Orchestra, Polski Chór Kameralny Schola Cantorum Gedanensis, Chór Polskiego Radia w Krakowie, Kwartet Smyczkowy „Camerata” zespół „Chamberbrass”, zespół „Warsaw Brass”, zespół Kwartludium i wiele innych.
Jako aranżer, Bartosz Kowalski współpracował min. z Waldemarem Malickim (aranżacje symfoniczne do programu telewizyjnego „Filharmonia Dowcipu”) oraz Aliną Mleczko i kwartetem Prima Vista (płyta La Fiesta). Jako instrumentalista zaś, udzielał się na rozmaitych koncertach, happeningach, i wydarzeniach związanych z muzyką improwizowaną występując m.in. z Krzysztofem Knitlem, Jerzym Kornowiczem, Markiem Chołoniewskim, Tadeuszem Sudnikiem oraz Michałem Górczyńskim. Obecnie jest członkiem i współzałożycielem zespołu „Sonofrenia”. Tworzy również muzykę do filmów. Filmy z jego muzyką prezentowane były m.in. na festiwalu Camerimage oraz festiwalu Łodzią po Wiśle.